# Rauvolfia salicifolia
Rauvolfia salicifolia är en oleanderväxtart som beskrevs av August Heinrich Rudolf Grisebach. Rauvolfia salicifolia ingår i släktet Rauvolfia och familjen oleanderväxter. Inga underarter finns listade i Catalogue of Life.